# بيرز كاريج
بيرز كاريج (بالإنجليزية: Piers Courage) مواليد 27 مايو 1942 في كولشيستر، إسكس، إنجلترا، المملكة المتحدة، كان سائق فورملا 1 بريطاني سابق كان قد بدأ مسيرته الاحترافية سنة 1967. كان أول سباق له هو جائزة جنوب أفريقيا الكبرى 1967. خاض خلال مسيرته 29 سباقاً. توفي إثر حادث تعرض له في سباق جائزة هولندا الكبرى 1970.

## سباقات شارك فيها
- لو مان 24 ساعة
- بطولة العالم للسيارات الرياضية

## روابط خارجية
- بيرز كاريج على موقع DriverDB.com (الإنجليزية)